# Podochlus pusillus
Podochlus pusillus är en tvåvingeart som beskrevs av Lars Zakarias Brundin 1966. Podochlus pusillus ingår i släktet Podochlus och familjen fjädermyggor. Inga underarter finns listade i Catalogue of Life.